# Rockaria!
«Rockaria!» es una canción del grupo británico Electric Light Orchestra, publicada en el álbum de estudio A New World Record (1976). La canción, compuesta por Jeff Lynne y sin el signo de la exclamación en algunas ediciones en CD, fue también publicada como el segundo sencillo del álbum, tras «Livin' Thing».

## Grabación
La grabación contó con la voz operística de Mary Thomas en la introducción, comenzando a cantar antes de empezar la canción. A pesar del error, Lynne eligió usar la toma completa, si bien posteriores ediciones del álbum no incluyeron el comienzo erróneo. Durante los conciertos, la voz del aria era aportada por Kelly Groucutt. 

## Música
La canción es una fusión de blues, glam rock, ópera y power pop. La letra describe a una mujer obsesionada con maestros de la ópera como Wagner, Beethoven, Puccini y Verdi y el intento del cantante es enseñarla a cantar rock and roll. Al final de la canción, sin embargo, se provoca un giro en el que la cantante de ópera ha demostrado en realidad que "puede" cantar rock and roll como el mejor de ellos y que tiene un par de trucos que enseñar al cantante. Cuando se menciona el nombre de Beethoven, se puede escuchar el icónico comienzo de la Quinta Sinfonía. 
El título de la canción, una fusión entre rock y aria, no es mencionado en la letra. 

## Publicación
La canción fue publicada como sencillo con «Poker» como cara B, una canción publicada anteriormente en el álbum Face the Music y en cuya grabación Kelly Groucutt cantó gran parte de las letras, en lugar de Lynne. La canción apareció en dos ocasiones como cara B de un sencillo: primero de «Rockaria!» y tres años después de «Confusion», un sencillo extraído del álbum Discovery. 
En 2012, Lynne regrabó la canción y publicó una nueva versión en Mr. Blue Sky: The Very Best of Electric Light Orchestra, un recopilatorio con regrabaciones de canciones de la ELO.

## Posición en listas
| País         | Lista                                      | Posición |
| ------------ | ------------------------------------------ | -------- |
| Australia    | Australian Kent Music Report Singles Chart | 10       |
| Austria      | Ö3 Austria Top 40                          | 7        |
| Países Bajos | GfK Chart                                  | 23       |
| Reino Unido  | UK Singles Chart                           | 9        |